# فرمونت (اوهایو)
فرمونت(به انگلیسی: Fremont) شهری در ایالت اوهایو کشور ایالات متحده آمریکا است که جمعیت آن در سرشماری سال ۲۰۱۰ میلادی، ۱۶٬۷۳۴ نفر بوده‌است.